# ريكي غراهام
ريكي غراهام (بالإنجليزية: Ricky Graham)‏ هو لاعب كرة قدم أسترالية أسترالي، ولد في 21 يونيو 1946.

## وصلات خارجية
- ريكي غراهام على موقع AustralianFootball.com (الإنجليزية)
- ريكي غراهام على موقع AFLtables.com (الإنجليزية)